# Calle Al-Muizz
La calle Al-Muizz (Shariʻa al-Muizz li-Deen Illah) es una de las calles más antiguas de la ciudad de El Cairo, en Egipto, ubicada dentro de la zona de El Cairo Histórico. Tiene aproximadamente un kilómetro de largo y se extiende desde Bab al Futuh en el norte hasta Bab Zuwayla, en el sur. Según un estudio de las Naciones Unidas, alberga la mayor concentración de tesoros arquitectónicos medievales del mundo islámico. El nombre de la calle (shariʻa en árabe) proviene de Ma'ad al-Muizz Li-Dinillah, el cuarto califa de la dinastía fatimí. 
Desde el año 1997, el gobierno nacional comenzó a realizar una serie de renovaciones importantes a los edificios de la calle (tanto en los históricos como en los modernos), al pavimento y al sistema de alcantarillado para convertir la ciudad en un "museo de espacio abierto", con la intención de finalizar en octubre de 2008. El 24 de abril de ese año, la calle es peatonal entre las ocho de la mañana y las once de la noche; el tráfico se permite solo durante la noche.
En general, se considera que la calle Al-Muizz consiste de dos secciones, divididas por la calle Al-Azhar. La parte norte se extiende desde la mezquita Al-Hakim, al norte, hasta el mercado de especias en la calle Al-Azhar e incluye la sección de los mercados antiguos, la mezquita de Aqmar (una de las pocas mezquitas fatimíes que quedan), el complejo de Qalawun y varias mansiones y palacios medievales bien conservados. La parte sur se extiende desde el complejo Ghutiya hasta Bab Zuwayla e incluye el mercado de carpas en el distrito de Gamaliya. 

## Proyecto de restauración
Uno de los objetivos de las renovaciones es recuperar la apariencia original de la calle. Los edificios de mayor altura que el nivel de los monumentos han sido reducidos y pintados de un color apropiado, mientras que la calle ha sido repavimentada para recuperar su estilo original. En total, se han restaurado treinta y cuatro monumentos a lo largo de la calle y sesenta y siete en los alrededores; por otra parte, la imagen nocturna de la zona ha sido modernizada con la instalación de sistemas de iluminación artísticos en los edificios. Para prevenir la acumulación de aguas subterráneas, la principal amenaza a la zona histórica de El Cairo, se ha instalado un sistema de drenaje nuevo. 